# Куруна
Куруна (грч. Κουρούνα) је насељено место у општини Гребен у периферији Западна Македонија, Грчка. Према попису из 2021. године било је без становника.
Насеље се први пут помиње на попису из 1971. године без становника.